# 아이다 쿠에바스
아이다 가브리엘라 쿠에바스 카스티요(스페인어: Aida Gabriela Cuevas Castillo, 스페인어 발음: [aˈiða ˈkweβas], 1963년 9월 24일~)는 멕시코의 싱어송라이터, 배우이다. 전통 멕시코 음악과 라틴 음악계에 중요한 성취를 남긴 인물 중 하나이다. "란체라의 여왕"으로 불리고 있다. 40여년 동안 활동하면서 전세계적으로 음반 700만 부 이상을 팔았다. 또한 마리아치 예술 음악의 대가로 여겨지며, 독특한 목소리가 특색이다.